# SMS V 140
V 140 – niemiecki niszczyciel z okresu I wojny światowej. Siódma jednostka typu V 125. Okręt wyposażony w trzy kotły parowe opalane ropą. Zapas paliwa 298 ton. Okrętu nie zdążono ukończyć przed zakończeniem wojny. 27 października 1921 roku okręt sprzedano, a następnie pocięto na złom bezpośrednio na pochylni na której był budowany.